# Bafatá
Bafatá es una ciudad en el centro de Guinea-Bisáu, conocida como el lugar de nacimiento de Amílcar Cabral.
Se localiza en un área famosa por su vida silvestre, incluyendo monos. La principal industria de Bafatá es la fabricación de ladrillos. Es la capital de la Región de Bafatá.
La ciudad dispone de un aeropuerto situado en el mismo centro. Se trata del aeropuerto de Bafatá, que usa una parte de la Avenida Brasil y cuando no se usa para la aviación se permite la circulación y el tráfico de vehículos.